# Kaliskie

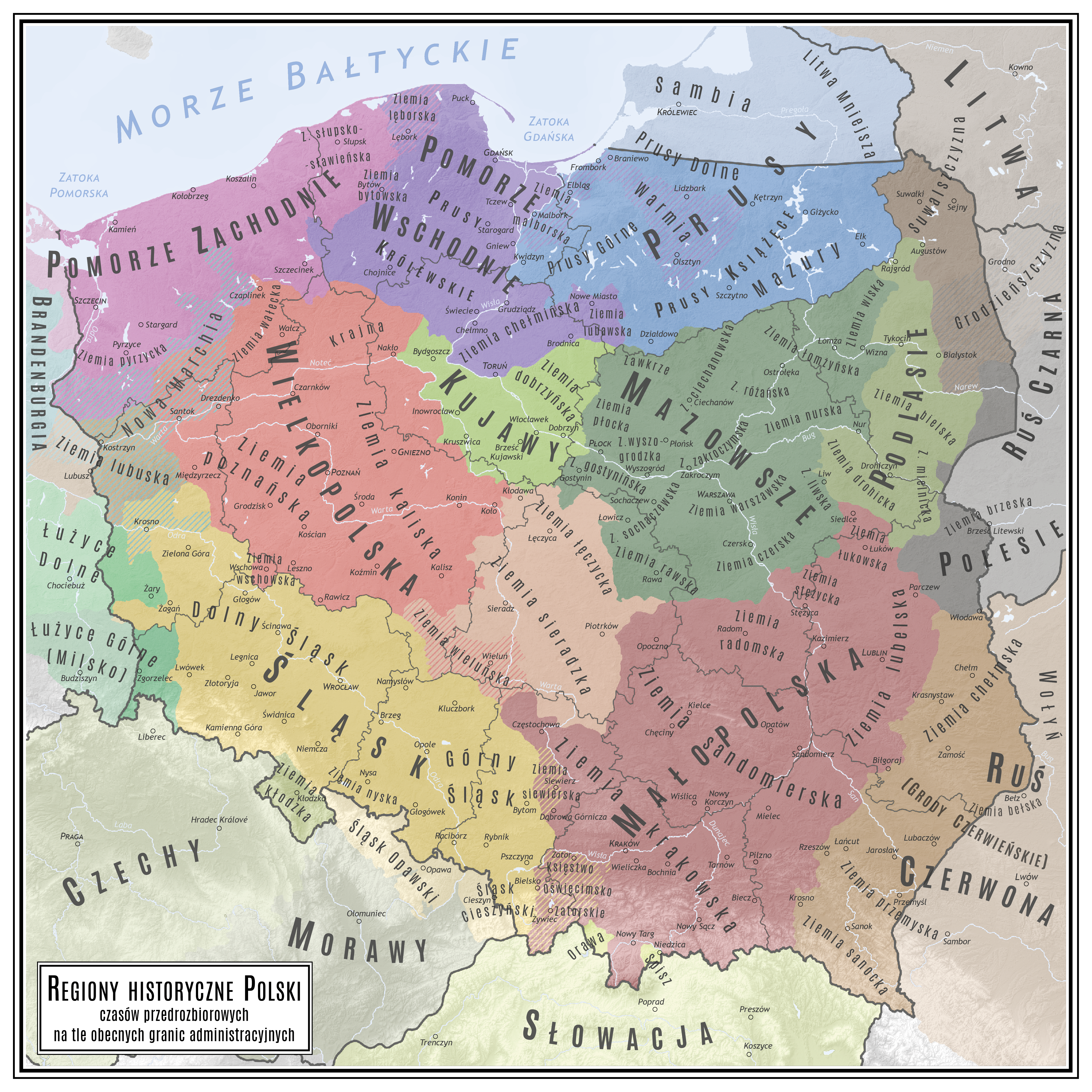
Kaliskie, ziemia kaliska, ziemia wieluńska i inne krainy historyczne Polski na tle współczesnych granic administracyjnych

Kaliskie – region historyczny i region etnograficzny w środkowej Polsce, na Pojezierzu Wielkopolskim i Nizinie Południowowielkopolskiej, w dorzeczu górnej i środkowej Warty, ze stolicą w Kaliszu; wschodnia część Wielkopolski.

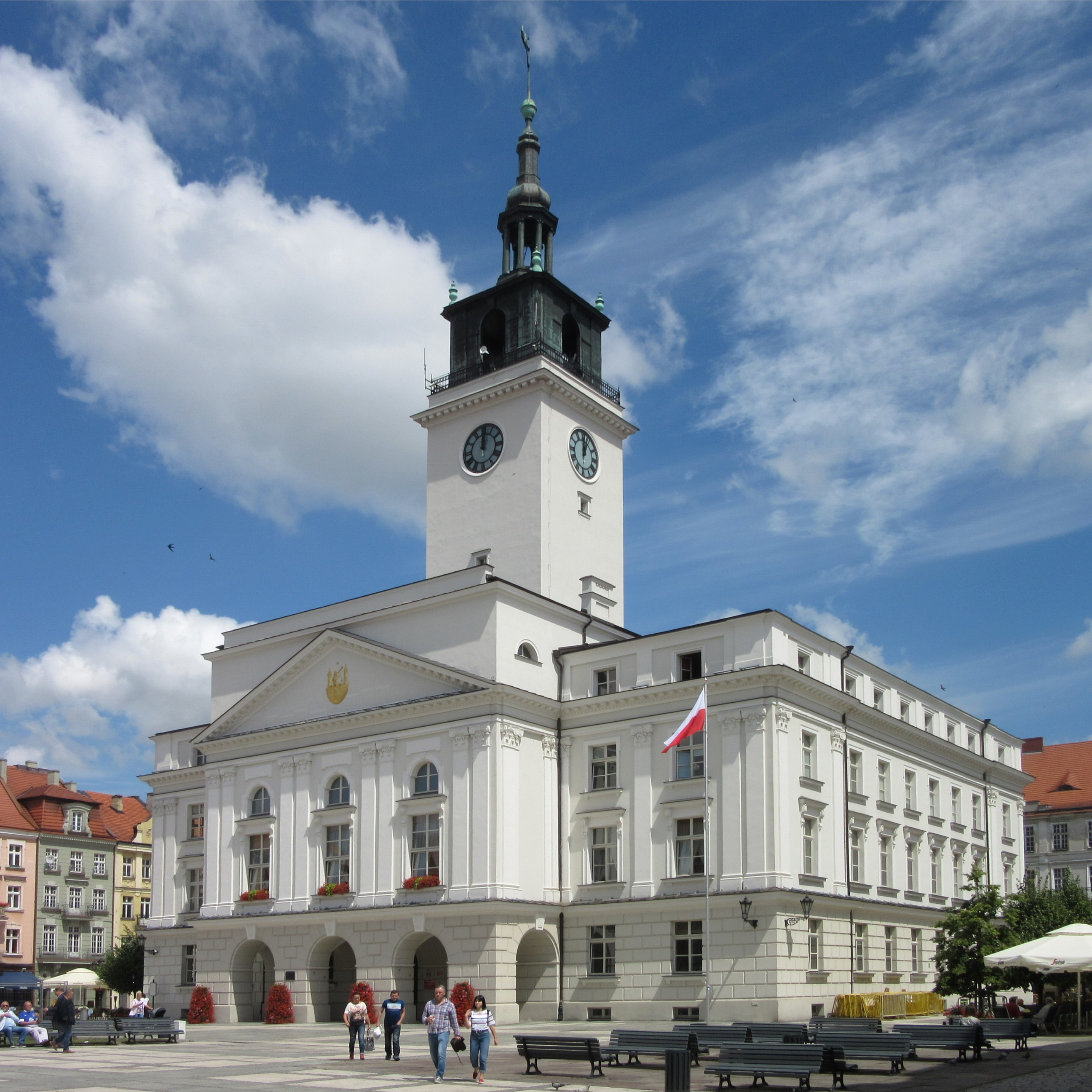
Ratusz w Kaliszu (2018)

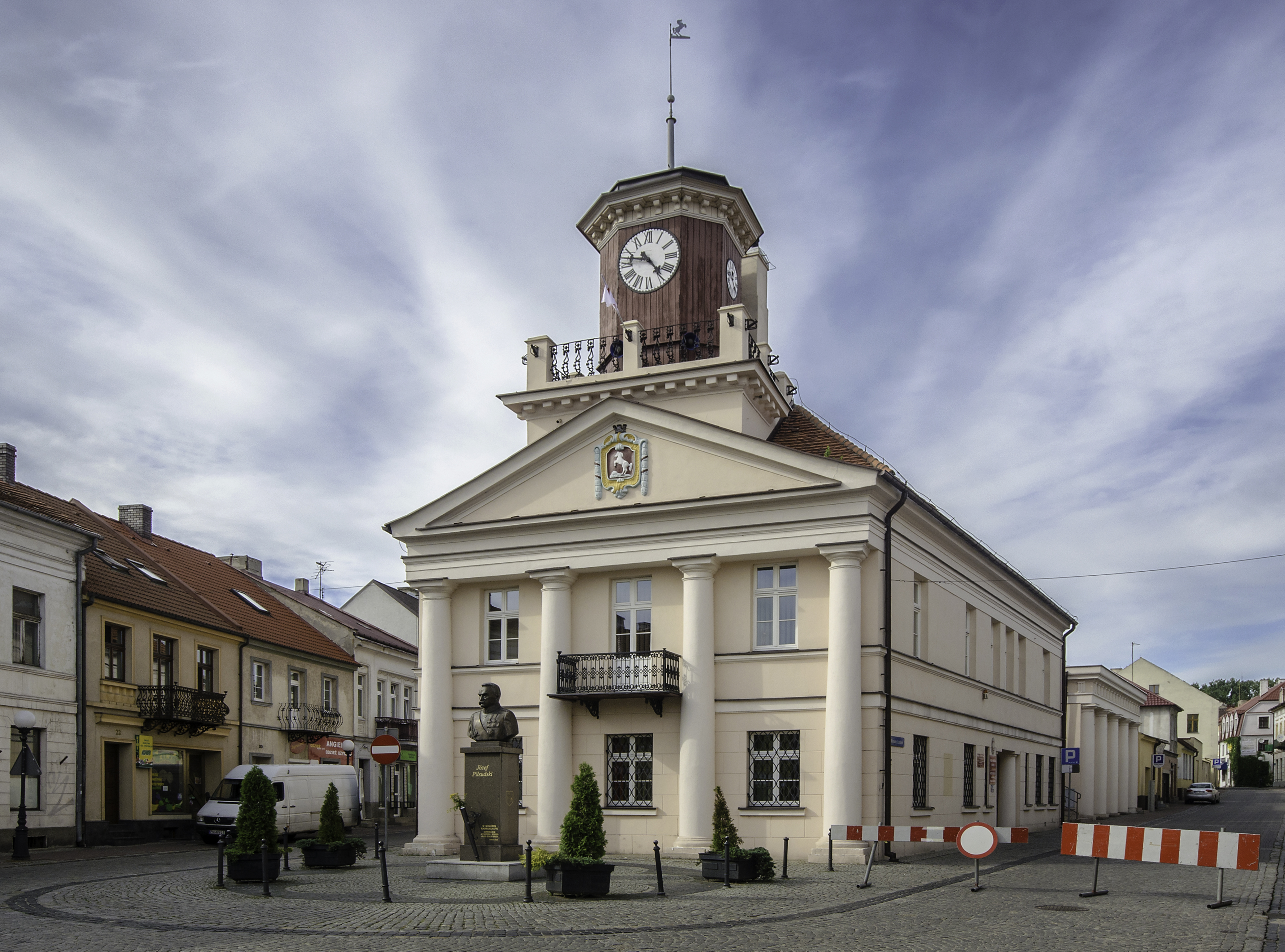
Ratusz w Koninie (2013)

Kaliskie obejmuje obszar dawnego województwa kaliskiego na południe od Gopła oraz ziemię wieluńską. Na północy graniczy z Kujawami, na południu z Dolnym Śląskiem i Górnym Śląskiem, na zachodzie z ziemią poznańską, na wschodzie z ziemią sieradzką i ziemią łęczycką.

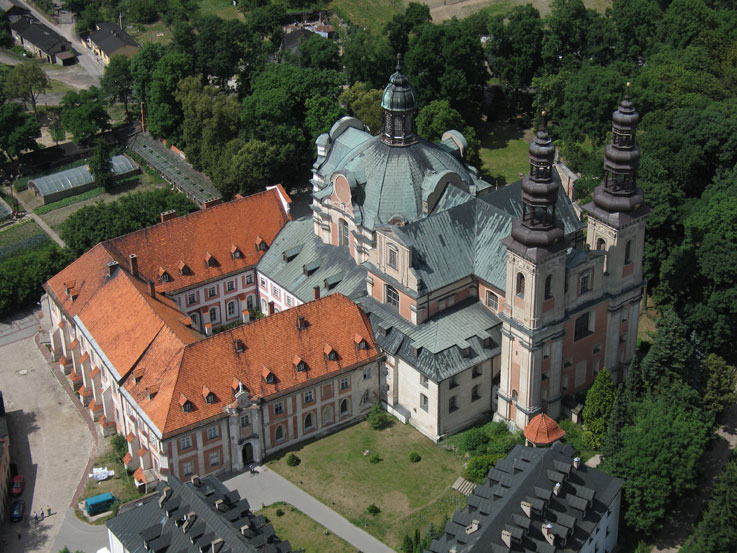
Opactwo Cystersów w Lądzie (2008)

Największym miastem regionu jest Kalisz, inne większe miasta: Konin, Ostrów Wielkopolski, Krotoszyn, Września, Jarocin, Wieluń, Koło, Środa Wielkopolska, Pleszew, Kępno, Ostrzeszów.

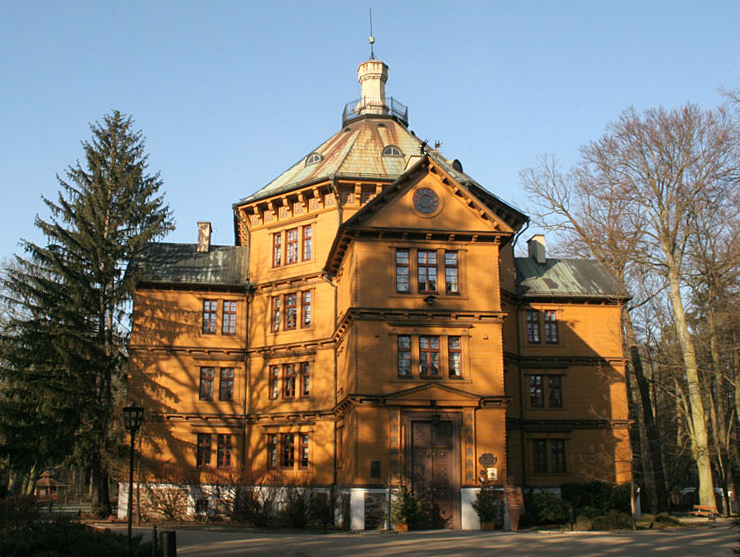
Pałac w Antoninie (2008)

Kaliskie zamieszkuje grupa etnograficzna Kaliszacy (Kaliszanie) i Borowiacy Kujawscy.

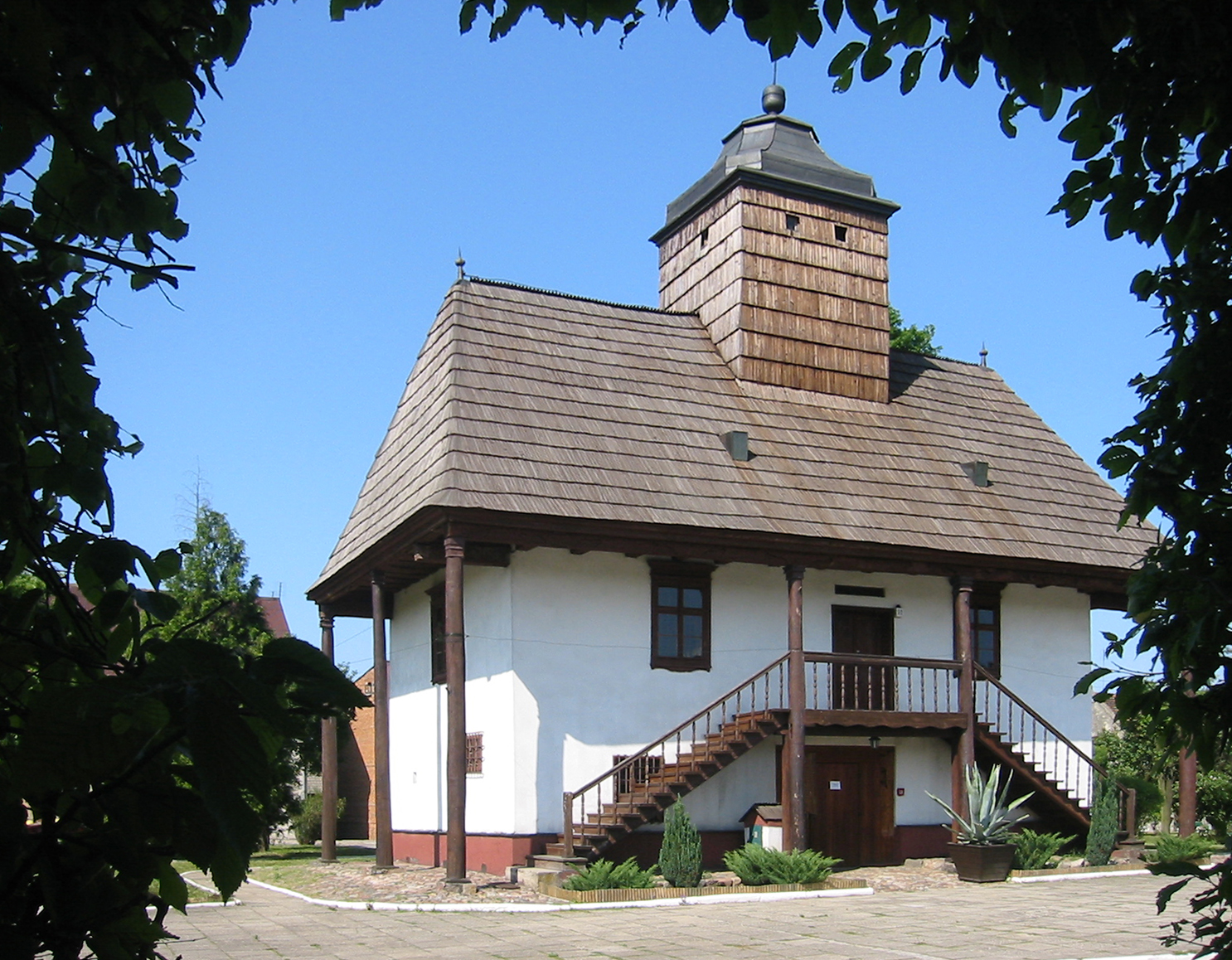
Ratusz w Sulmierzycach (2003)

Patronką Kaliskiego jest księżna kaliska bł. Jolenta Helena z dynastii Arpadów.

## Historia
Po II rozbiorze Polski (1793) region znalazł się w Prusach Południowych, po powstaniu wielkopolskim (1806) w Księstwie Warszawskim. Po kongresie wiedeńskim (1815) nastąpił podział departamentu kaliskiego Księstwa Warszawskiego między Królestwo Polskie a Królestwo Prus wzdłuż granicy biegnącej na Prośnie. Wschodnia część z Kaliszem znalazła się w województwie kaliskim (od 1837 guberni kaliskiej) Królestwa Polskiego, zaś część południowo-zachodnia (tzw. Zaprośnie) w rejencji poznańskiej Wielkiego Księstwa Poznańskiego (od 1848 Prowincji Poznańskiej) Królestwa Prus.
W XIX w. Kaliskie rozumiano jako region etnograficzny obejmujący obszar Wielkopolski właściwej, który po 1815 pozostał w Królestwie Polskim oraz ziemię łęczycką, ziemię sieradzką, ziemię wieluńską i powiat częstochowski (obszar między Gopłem, Prosną i Pilicą sięgający na południu ziemi krakowskiej).
Współcześnie region etnograficzny Kaliskiego określa się jako obszar historycznej ziemi kaliskiej, której południowo-wschodnie granice przekraczają linię mazurzenia, oraz ziemię wieluńską.
Z Kaliskiego wywodzą się rody m.in. Lipskich z Lipego herbu Grabie, Łubieńskich z Łubnej herbu Pomian, Niemojowskich z Niemojewa herbu Wieruszowa.